# Sazkar Hanım
Sazkar Hanım, död 1945, var nionde hustru till den osmanska sultanen Abd ül-Hamid II (regerande 1876–1909).